# Upplands runinskrifter 738
Upplands runinskrifter 738 är ett vikingatida runstensfragment av ljusröd granit i Villberga by, Villberga socken och Enköpings kommun. Runstenen U 738 försvann någon gång efter 1725 och bara ett fragment av stenen har återfunnits. Fragmentet består av det övre vänstra hörnet av runstenen och är 0,8 gånger 0,55 meter stort. Runhöjden är 4-6 centimeter.

## Inskriften
Translitterering av runraden:
...[-n · sin +] sun + hulmfas--/hulmfas--... ... kuþ + hialbi + ant hans +
Normalisering till runsvenska:
... sinn, sun Holmfas[ts]/Holmfas[taʀ] ... Guð hialpi and hans.
Översättning till nusvenska:
... sin ..., Holmfasts son ... Gud hjälpe hans ande.